# Bleu du Quercy
Le bleu du Quercy est un fromage français à base de lait de vache fabriqué dans le Lot.

## Fabrication
Il est à base de lait de vache, il a une pâte molle persillée recouverte d'une croûte naturelle. Il fait partie de la famille des bleus à croûte amincie par brossage. 
12 semaines d'affinage en cave humide lui sont nécessaires avant de pouvoir être dégusté. Ce fromage contient 45 % de matière grasse.

## Dégustation

### Vins conseillés
- rouges corsés[1]
- Cahors, Madiran, Pécharmant[3].

### Saison favorable
Il est préférable de consommer le bleu du Quercy en automne et en hiver.